# Стрелково-гранатомётный комплекс

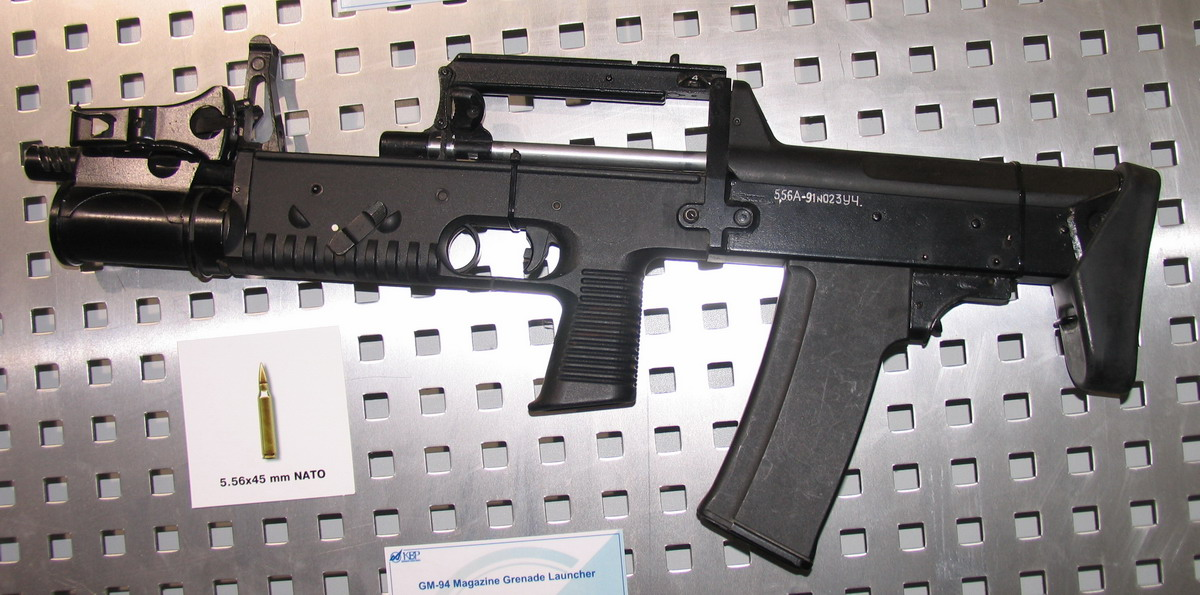
Российский стрелково-гранатомётный комплекс A-91

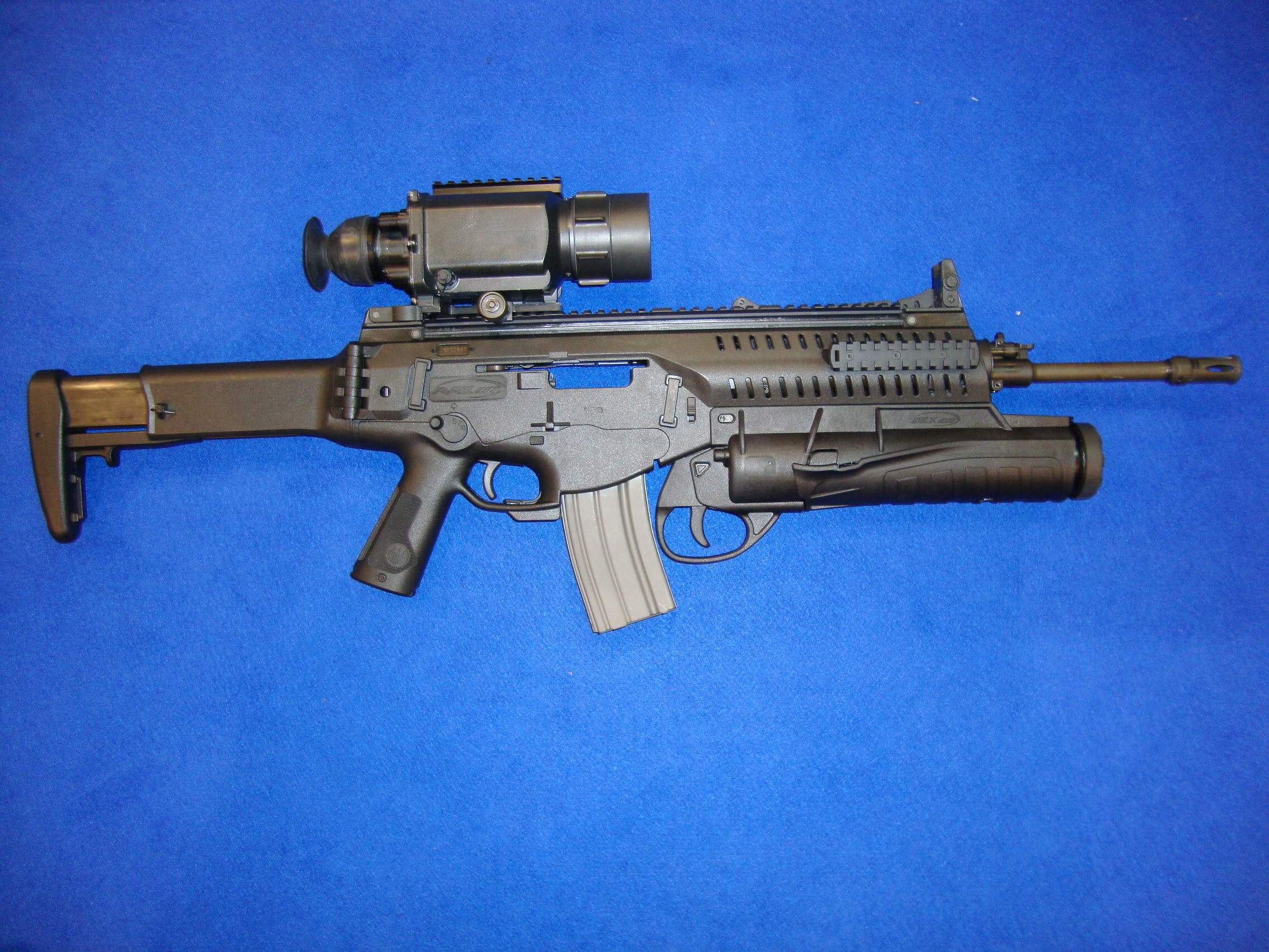
Итальянская штурмовая винтовка Beretta ARX-160

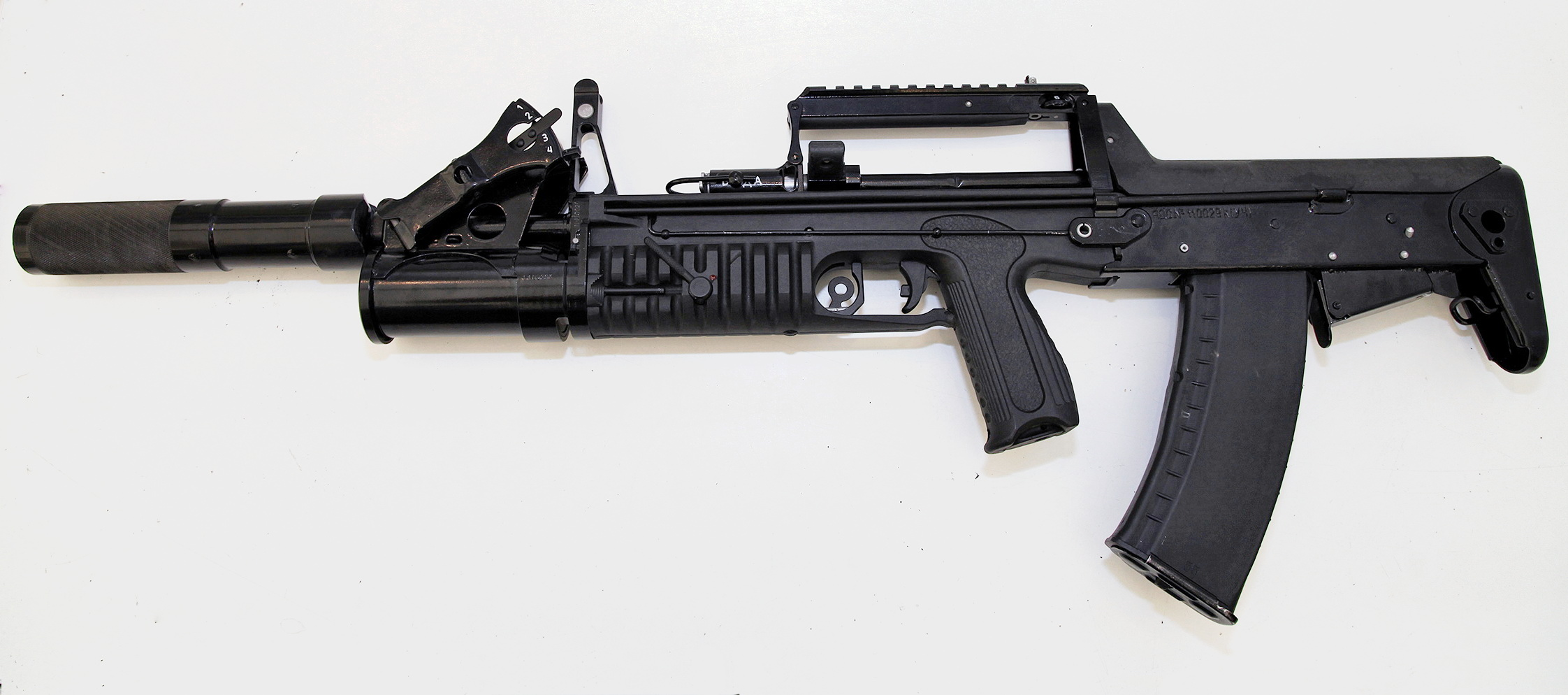
Российский стрелково-гранатомётный комплекс АДС

Стрелково-гранатомётный комплекс — класс индивидуального боевого стрелкового оружия, предназначенный для поражения живой силы и техники противника пулями и гранатомётными выстрелами. В современном представлении конструкция такого оружия подразумевает наличие как минимум двух боевых модулей, позволяющих независимо снаряжать оружие и вести огонь обоими видами боеприпасов без каких-либо модификаций системы. При этом, в большинстве имеющихся образцов стрелковый и гранатомётный модули интегрируются в общую компоновку оружия и конструктивно сопрягаются с единым прицельным модулем (или прицельным приспособлением), не ухудшая общего баланса и эргономики. Западные специалисты полагают, что оснащение такого оружия современными прицельными устройствами может повысить его боевую эффективность в 2 и более раза.

## Историческая эволюция
Считается, что предтечи современных стрелково-гранатомётных комплексов появились ещё в 30-х годов XX века. В Красной Армии ими стали гранатомётные мортирки, предназначенные для стрельбы гранатами Дьяконова из штатных винтовок Мосина образца 1891/1930 годов. Одной из первых современных систем, которая была принята на вооружение подразделений спецназа в 70-x годах XX века, стал советский стрелково-гранатомётный комплекс «Тишина». Практически одновременно с созданием «Тишины» в ЦКИБ СОО шли работы по проекту «Искра», в дальнейшем переросшим в тему «Костёр». В рамках этой темы тульский конструктор В. Телеш создал первые прототипы 40-мм подствольного гранатомёта ГП-25 «Костёр», который можно было использовать почти со всеми модификациями автоматов АКМ, АКМС, АК-74 и АКС-74 кроме их укороченных вариантов. В 1985 году в рамках темы «Обувка» была проведена существенная модернизация ГП-25, благодаря которой появился гранатомёт ГП-30.
Дополнение вооружения стрелка подствольным гранатомётом существенно сказывалось на общей нагрузке бойца. Например, не считая веса боеприпасов, гранатомёт ГП-25 — 1,5 кг, амортизирующий затыльник к прикладу автомата — 0,18 кг, брезентовая сумка для гранатомёта — 0,17 кг. Помимо этого, установка подствольного гранатомёта на цевьё автомата пагубно отражалась на общей балансировке оружия, что заставило задуматься об объединении гранатомёта и автомата в единое целое. Такое выбор компоновки оружия позволил бы снизить его массу, габариты и максимально широко использовать элементы серийного производства.

## Современные стрелково-гранатомётные комплексы
Стоит заметить, что идея дополнить индивидуальное стрелковое вооружение пехотинца малогабаритным гранатомётом возникла в ходе попыток расширить возможности отдельного бойца по поражению не только точечных, но и площадных целей, а также — из-за недостатка в средствах борьбы с лёгкой бронетехникой. При этом для подствольных гранатомётов ставилась задача прежде всего перекрыть интервал между дистанцией максимального броска ручной гранаты и минимальной дальностью эффективного миномётного огня.
Значительная часть современных стрелково-гранатомётных комплексов спроектированa на базе штатных штурмовых винтовок, но существуют системы на основе пистолетов-пулеметов (например ОЦ-69), пистолетов (Изделие Д «Дятел») и даже самозарядных карабинов (Изделие ДМ «Буря»). В настоящее время ведутся активные работы по созданию и совершенствованию боевых систем третьего поколения, среди которых стоит выделить:
- многофункциональные модульные образцы (ОЦ-14 и FN F2000),
- автоматические гранатомётные системы (AICW),
- системы с многозарядными гранатомётами (OICW),
- системы малого демаскирующего действия (6С1 «Канарейка»),
- образцы для ведения боевых действий на суше и под водой (АДС).

В создаваемых образцах активно применяются современные высокотехнологичные материалы: литьевые пластмассы, авиационные алюминиевые сплавы и так далее. По американским требованиям общая масса винтовки с гранатомётом не должна превышать 4,5 кг.